# Блу-Маунтін (Арканзас)
Блу-Маунтін (англ. Blue Mountain) — місто (англ. town) в США, в окрузі Логан штату Арканзас. Населення — 88 осіб (2020).

## Географія
Блу-Маунтін розташований на висоті 157 метрів над рівнем моря за координатами 35°7′55″ пн. ш. 93°43′0″ зх. д. / 35.13194° пн. ш. 93.71667° зх. д. (35.131806, -93.716741). За даними Бюро перепису населення США в 2010 році місто мало площу 2,79 км², з яких 2,78 км² — суходіл та 0,01 км² — водойми.

## Демографія
Згідно з переписом 2010 року, у місті мешкали 124 особи в 42 домогосподарствах у складі 30 родин. Густота населення становила 44 особи/км². Було 49 помешкань (18/км²).
Расовий склад населення:
| - 88,7 % — білих - 8,1 % — корінних американців - 0,8 % — азіатів |

До двох чи більше рас належало 2,4 %. Іспаномовні складали 3,2 % від усіх жителів.
За віковим діапазоном населення розподілялося таким чином: 26,6 % — особи молодші 18 років, 59,7 % — особи у віці 18—64 років, 13,7 % — особи у віці 65 років та старші. Медіана віку мешканця становила 35,7 року. На 100 осіб жіночої статі у місті припадало 103,3 чоловіків; на 100 жінок у віці від 18 років та старших — 122,0 чоловіків також старших 18 років.
За межею бідності перебувало 25,5 % осіб, у тому числі 19,0 % дітей у віці до 18 років та 0,0 % осіб у віці 65 років та старших.
Цивільне працевлаштоване населення становило 33 особи. Основні галузі зайнятості: освіта, охорона здоров'я та соціальна допомога — 54,5 %, роздрібна торгівля — 15,2 %, будівництво — 12,1 %.
За даними перепису населення 2000 року в Блу-Маунтіні проживало 132 особи, 33 родини, налічувалося 55 домашніх господарств і 67 житлових будинків. Середня густота населення становила близько 47,1 людину на один квадратний кілометр. Расовий склад Блу-Маунтіна за даними перепису був виключно білим.
З 55 домашніх господарств в 29,1 % — виховували дітей віком до 18 років, 49,1 % представляли собою подружні пари, які спільно проживали, в 7,3 % сімей жінки проживали без чоловіків, 38,2 % не мали сімей. 32,7 % від загального числа сімей на момент перепису жили самостійно, при цьому 16,4 % склали самотні літні люди у віці 65 років та старше. Середній розмір домашнього господарства склав 2,40 осіб, а середній розмір родини — 3,15 осіб.
Населення містечка за віковим діапазоном за даними перепису 2000 року розподілилося таким чином: 26,5 % — жителі молодше 18 років, 3,8 % — між 18 і 24 роками, 25,8 % — від 25 до 44 років, 25,0 % — від 45 до 64 років і 18,9 % — у віці 65 років та старше. Середній вік мешканця склав 42 роки. На кожні 100 жінок в Блу-Маунтіні припадало 109,5 чоловіків, у віці від 18 років та старше — 102,1 чоловіків також старше 18 років.
Середній дохід на одне домашнє господарство в містечкі склав 16 500 доларів США, а середній дохід на одну сім'ю — 23 750 доларів. При цьому чоловіки мали середній дохід в 32 500 доларів США на рік проти 21 667 доларів середньорічного доходу у жінок. Дохід на душу населення в містечкі склав 10 481 долар на рік. Всі родини Блу-Маунтін мали дохід, що перевищує рівень бідності, 19,3 % від усієї чисельності населення перебувало на момент перепису населення за межею бідності, при цьому 23,5 % з них були молодші 18 років і 3,8 % — у віці 64 років та старше.